# Kosteneț (oraș)
Kosteneț (în bulgară Костенец ) este un oraș în Bulgaria. Aparține de  Obștina Kosteneț, Regiunea Sofia.